# Communauté de l'agglomération creilloise
La communauté de l'agglomération creilloise est une ancienne communauté d'agglomération française, située dans le département de l'Oise en région Hauts-de-France. Elle est remplacée en 2017 par l'ACSO.

## Historique
Les quatre communes de Creil, Nogent-sur-Oise, Montataire et Villers-Saint-Paul décident de se rapprocher en 1965 afin de mener divers projets structurants, tels que le développement de la station d’épuration, la construction de ponts et de la déviation de la nationale 16, le développement de zones industrielles et commerciales, la construction de l’hôpital et la création de l’IUT. Ils créent pour cela le district urbain de l’agglomération creilloise, qui devient en 1999 une communauté de communes, puis devient en communauté d'agglomération par un arrêté préfectoral du 29 décembre 2010 qui a pris effet le 1er janvier 2011,. Cette transformation s'est accompagnée d'un accroissement des compétences de la CAC, notamment avec la maison du tourisme.
La loi portant nouvelle organisation territoriale de la République (Loi NOTRe) du 7 août 2015, prévoyant que les établissements publics de coopération intercommunale (EPCI) à fiscalité propre doivent avoir un minimum de 15 000 habitants, le préfet de l'Oise a publié en octobre 2015 un projet de nouveau schéma départemental de coopération intercommunale, qui prévoit la fusion de plusieurs intercommunalités, et en particulier  de la communauté de l'agglomération creilloise et de la Communauté de communes Pierre - Sud - Oise, de manière à créer un  nouvel EPCI rassemblant 11 communes pour 82 600 habitants,. Ce projet n'est pas partagé par Nogent-sur-Oise, qui aurait préféré quitter la CAC, compte tenu de l'impact négatif de Creil, tel qu'évoqué  sur certains quartiers de la commune estimé en 2015 par le maire de Nogent. Cette objection n'a pas été retenue.
Cette fusion prend effet le 1er janvier 2017 et permet la création d'une nouvelle structure, dénommée agglomération Creil Sud Oise (ACSO).

## Territoire communautaire

### Composition
En 2016, la communauté d'agglomération est composée des 4 communes suivantes :
| Nom                | Code Insee | Gentilé       | Superficie (km2) | Population (dernière pop. légale) | Densité (hab./km2) |
| ------------------ | ---------- | ------------- | ---------------- | --------------------------------- | ------------------ |
| Creil (siège)      | 60175      | Creillois     | 11,09            | 34 922 (2014)                     | 3 149              |
| Montataire         | 60414      | Montatairiens | 10,66            | 13 139 (2014)                     | 1 233              |
| Nogent-sur-Oise    | 60463      | Nogentais     | 7,46             | 19 231 (2014)                     | 2 578              |
| Villers-Saint-Paul | 60684      | Villersois    | 4,93             | 6 425 (2014)                      | 1 303              |

### Démographie
| 2012   | 2013   |
| ------ | ------ |
| 71 653 | 72 289 |

## Organisation

### Siège
Le siège de la communauté d'agglomération est à Creil, 24, rue de la Villageoise.

### Élus
La communauté d'agglomération creilloise est administrée par son conseil communautaire, composé de conseillers municipaux de chaque commune membre, répartis sensiblement en fonction de la population des communes membres, soit, pour la mandature 2014-2020 : 

- 18 délégués pour Creil ;

- 11 délégués pour Nogent-sur-Oise ;

- 7 délégués pour Montataire ;

- 4 délégués pour Villers-Saint-Paul.
Le Conseil communautaire du 10 avril 2014 a réélu son président, Jean-Claude Villemain, maire de Creil, et désigné ses 8 vice-présidents, qui sont : 
1. Gérard Weyn (PS),  conseiller général et maire de Villers-Saint-Paul
2. Jean-Pierre Bosino (PCF), sénateur et maire de Montataire
3. Eric Montes (PRG), maire-adjoint de Creil
4. Philippe Massein (PS), conseiller régional et maire-adjoint de Villers-Saint-Paul
5. Hervé Roberti (PRG), conseiller municipal de Nogent-sur-Oise
6. Abdelkrim Kordjani (PCF), maire-adjoint de Montataire
7. Nellie Rochex (PCF), conseillère municipale de Nogent-sur-Oise
8. Karim Boukhachba (PCF), Conseiller municipal de Creil

Le nombre de vice-présidents a été défini pour permettre la représentation de chaque commune. Ensemble, ils forment le bureau de l'intercommunalité pour la mandature 2014-2020.

### Liste des présidents
| Période                                  | Période          | Identité              | Étiquette | Qualité |
| ---------------------------------------- | ---------------- | --------------------- | --------- | --- |
| Les données manquantes sont à compléter. |                  |                       |           | |
| 1979                                     | 1995             | Jean Anciant          | PS        | Enseignant Maire de Creil (1977 → 2001) Député de l'Oise (4e circ) (1981 → 1993) |
| 1995                                     | 2013             | Christian Grimbert    | PS        | Maire de Creil (2001 → 2008) Démissionnaire |
| janvier 2013                             | 31 décembre 2016 | Jean-Claude Villemain | PS        | Maire de Creil (2008 → ) Conseiller général de Creil-Sud (2001 → 2015) Conseiller départemental de Creil (2015 → 2020) Président de la Communauté d'agglomération Creil Sud Oise (2017 → ) Réélu pour le mandat 2014-2020 |

## Compétences
L'intercommunalité exerce les compétences qui lui ont été transférées par les communes membres, dans les conditions définies par le code général des collectivités territoriales. Il s'agit notamment de : 
- Développement économique et emploi : Actions destinées à dynamiser l’économie sur le grand bassin creillois, prospection, aide à l’installation et l’accompagnement des entreprises, gestion des zones d’activités communautaires, aide à l’emploi, formation et insertion des publics défavorisés.
- Urbanisme et aménagement de l’espace communautaire : zones d’aménagement concerté (ZAC), schéma de cohérence territoriale (SCoT), actions d’urbanisme d’intérêt intercommunal, stratégie foncière communautaire (Programme d’action foncière), pilotage d’études relatives aux projets « Gare, Cœur d’Agglo » et canal Seine Nord Europe, schéma directeur des circulations douces, système d'information géographique (SIG) au service des communes.
- Transports collectifs : Mise en place d’un réseau efficace de transports urbains, gestion des abribus et du système d’information voyageurs, élaboration avec les villes de projets renforçant l’intermodalité, recherche de complémentarité avec les réseaux des autres intercommunalités.
- Habitat : actions et aides financières en faveur du logement social et du logement des personnes défavorisées, élaboration du programme local de l'habitat (PLH), OPAH, actions et aides financières pour le logement social d’intérêt communautaire.
- Politique de la ville : opérations menées dans le cadre du contrat de ville, actions sociales ou dispositifs portés par la CAC, recherche d’une mixité sociale via les PRUS, dispositifs de sécurité et prévention de la délinquance.
- Environnement et cadre de vie : collecte des déchets et traitement des ordures ménagères, valorisation des déchets (recyclerie), alimentation en eau potable, assainissement (certification ISO 14001), lutte contre les inondations, entretien des berges de l’Oise, élaboration et coordination d’un Plan environnement.
- Sport et culture : organisation, avec les villes, de manifestations culturelles et sportives régionales ou nationales, promotion de l’offre culturelle sur l’ensemble du territoire, réalisation d’un inventaire du patrimoine industriel.
- Tourisme : élaboration et coordination d’une stratégie touristique territoriale, création d’un office de tourisme intercommunal, offre touristique valorisant les atouts du territoire[15].

### Régime fiscal et budget
La Communauté de communes est un établissement public de coopération intercommunale à fiscalité propre.
Afin de financer l'exercice de ses compétences, l'intercommunalité perçoit, comme toutes les communautés d'agglomération,  la fiscalité professionnelle unique (FPU) – qui a succédé à la taxe professionnelle unique (TPU) – et assure une péréquation de ressources entre les communes résidentielles et celles dotées de zones d'activité.